# 小星型十二面体
小星型十二面体（しょうほしがたじゅうにめんたい、Small stellated dodecahedron）とは、星型正多面体の一種で、正十二面体の最初の星型であり、星型の胞を利用したアルファベット表記ではBである。

## 性質
面、辺、頂点の数を考えるとオイラーの多面体定理が成り立たないことが分かる(12-30+12=-6)。

## 派生的な立体
| 小星型切頂十二面体 t{5/3, 5} | 十二・十二面体 r{5/2, 5} |